# 詹珀山
78°14′S 85°36′W / 78.233°S 85.600°W

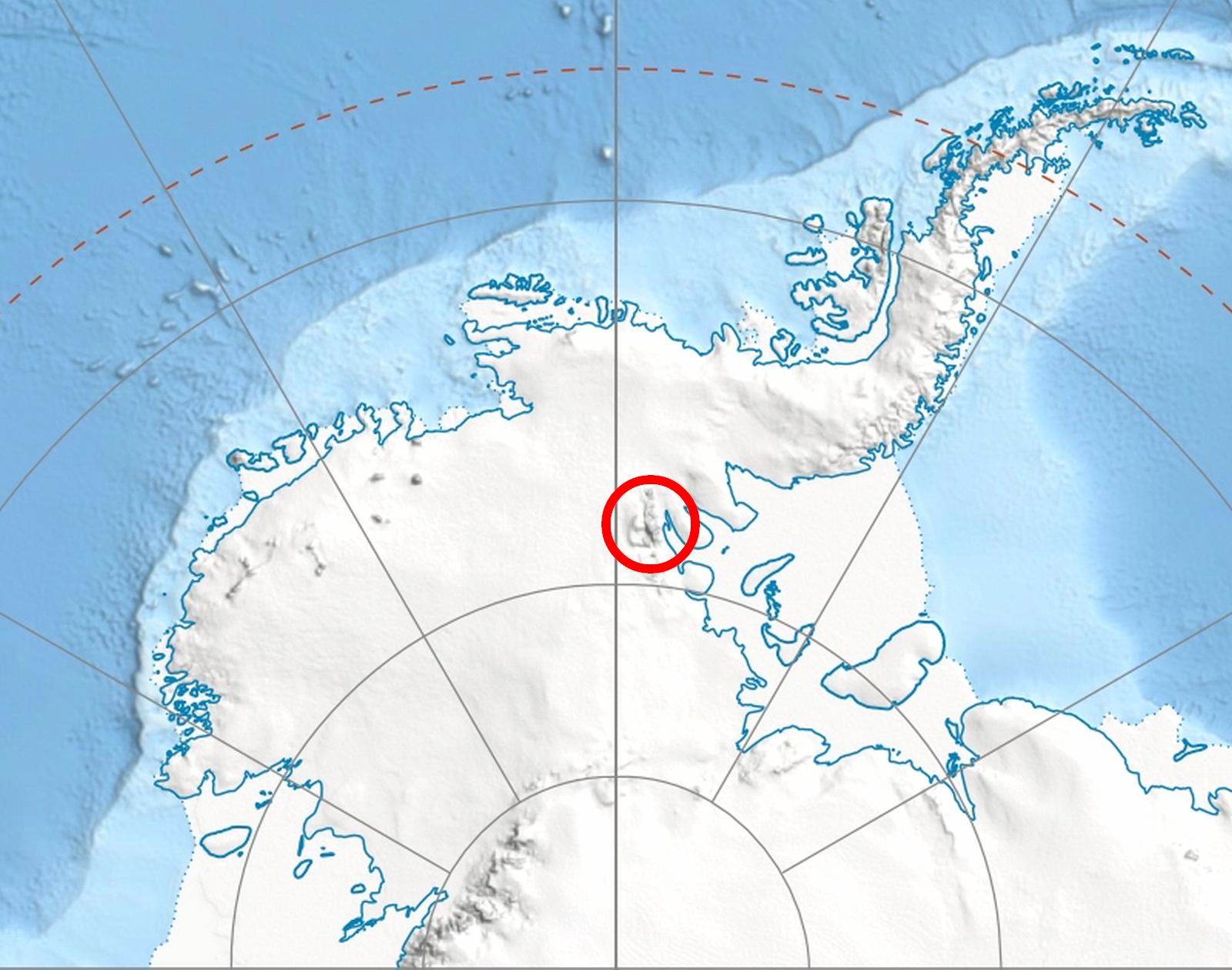

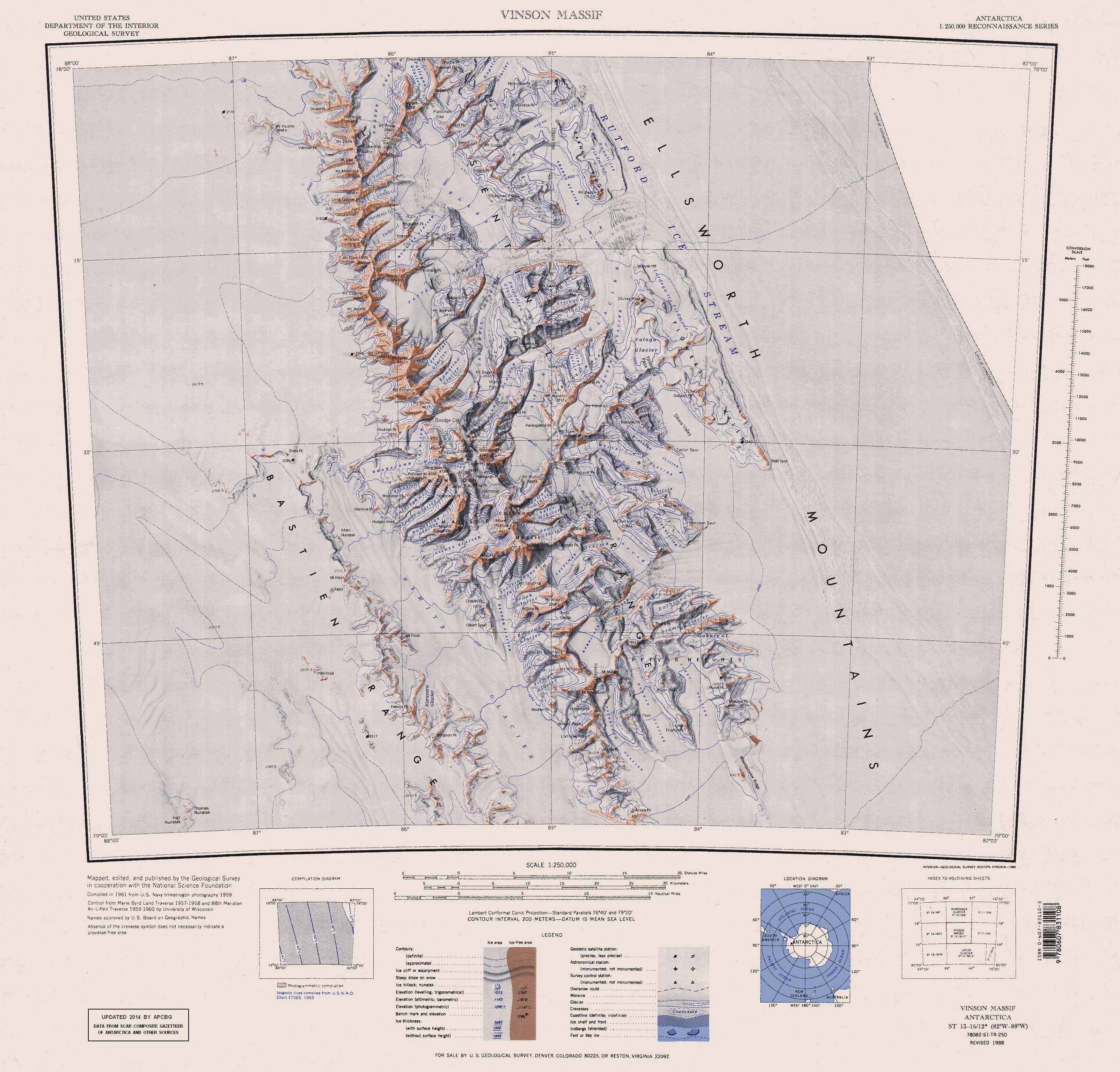

詹珀山是南極洲的山峰，位於埃爾斯沃思地，屬於埃爾斯沃思山脈中森蒂納爾嶺的一部分，處於菲茨山以東13公里，海拔高度2,890米，根據美國地質調查局的測量和美國海軍的空中照片被繪入地圖。

## 外部連結
- SCAR Composite Antarctic Gazetteer（页面存档备份，存于）.